# Time for Heroes
Time for Heroes est une chanson du groupe de rock anglais The Libertines qui apparait sur leur premier album Up the Bracket et est publiée en single le 13 janvier 2003.

Basé sur l’expérience du chanteur/guitariste Pete Doherty et de la brutalité de la police lors des émeutes de May Day à Londres, c'est le troisième single du groupe. Cette chanson est une de celles que le groupe préfère jouer pendant leurs concerts. Elle a très bien été accueillie, seconde (derrière Laste Nite de The Strokes) du classement des 50 meilleures chansons de la dernière décennie. 
Le clip vidéo de Time for Heroes a été filmé à Madrid, notamment place de Colomb.

## Liste des titres

### Maxi (Japon)
1. "Time for Heroes"
2. "I Get Along"
3. "The Delaney"
4. "Mayday"
5. "Skag & Bone Man"
6. "Bangkok" (Demo)
7. Time For Heroes (Video)

### CDS 1
1. "Time for Heroes"
2. "General Smuts" (Demo)
3. "Bangkok" (Demo)

### CDS 2
1. "Time for Heroes"
2. "Mr. Finnegan" (Demo)
3. "Sally Brown" (Demo)

### 7"
1. "Time for Heroes"
2. "7 Deadly Sins" (Demo)

## Classements
| Chart (2003)     | Meilleur classement |
| ---------------- | ------------------- |
| UK Singles Chart | 20                  |